# Kostel svatého Bartoloměje (Hněvkovice)
Kostel svatého Bartoloměje se nachází v jihozápadní části obce Hněvkovice v okrese Havlíčkův Brod. Kostel náleží Římskokatolické farnosti v Ledči nad Sázavou a od 3. května 1958 je kulturní památkou.

## Historie a popis
První písemná zmínka o kostele pochází z roku 1262. Dnešní podoba s polygonálním presbytářem a západní hranolovou věží pochází z gotické novostavby ze 2. poloviny 14. století. Dodatečně byly do stavby přidány románské prvky z jiné, nejspíše zrušené sakrální stavby. Diferencovaný terén v okolí kostela pravděpodobně odkazuje na zaniklé opevnění. Ke kostelu náležela tvrz, jež byla obývána scholastiky kapituly. Interiér kostela zdobí gotické malby (např. Klanění tří králů, výjev Bolestného Krista či Krista v mandorle), zrestaurované v 90. letech 20. století.

## Galerie

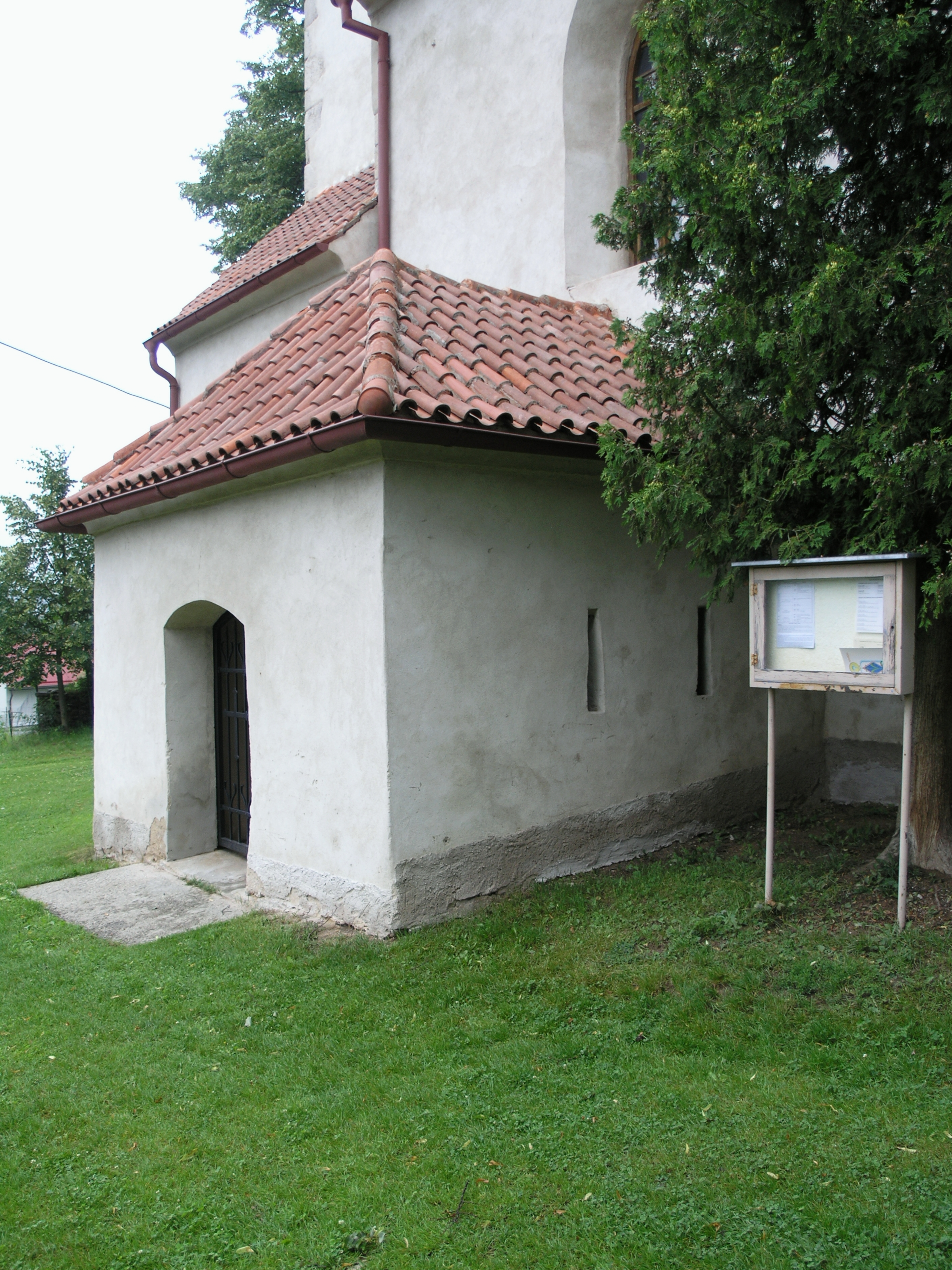
Vchod
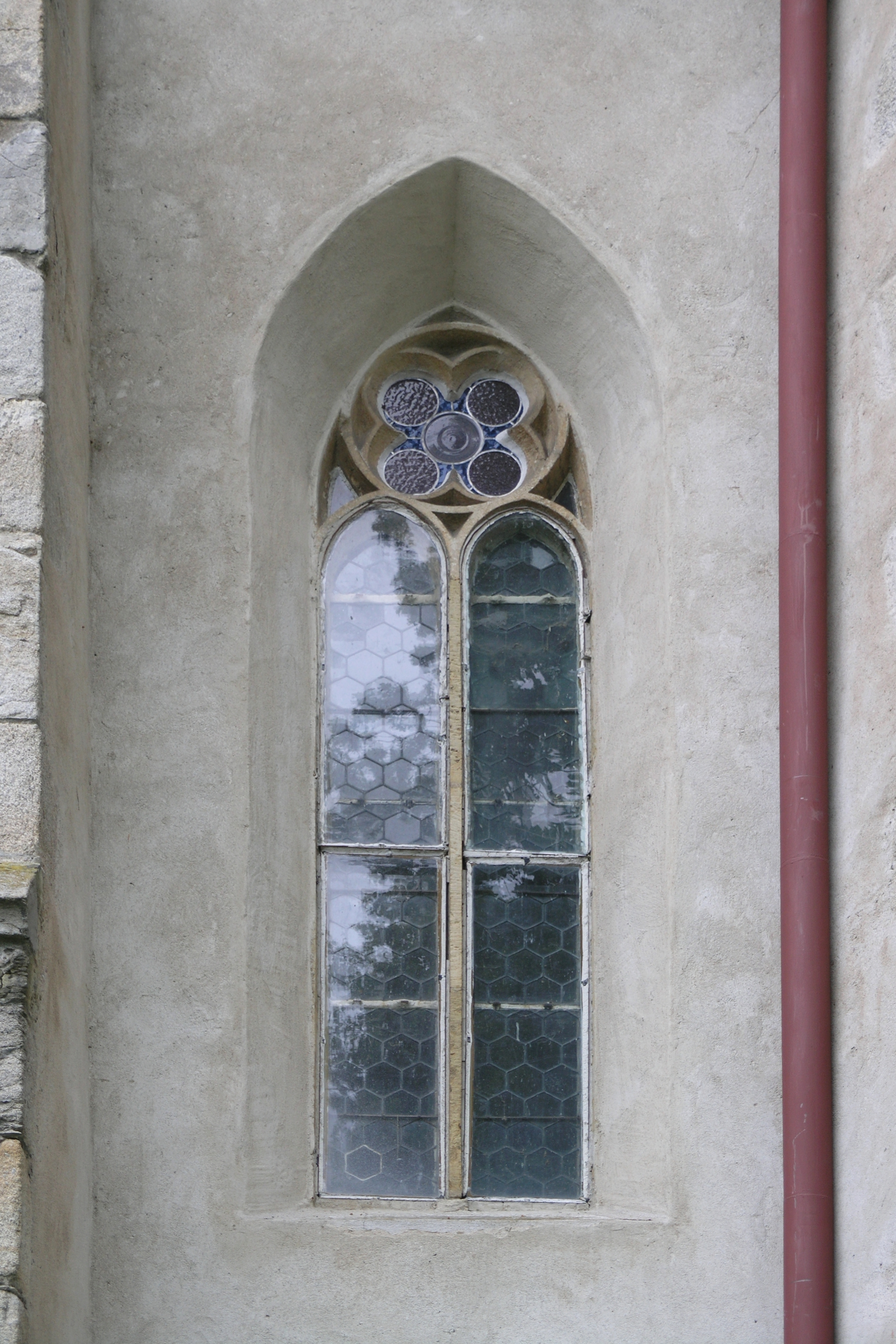
Detail gotického okna